# Cantus Juvenum Karlsruhe
Cantus Juvenum Karlsruhe e.V. ist ein 2006 gegründeter Knaben- und Mädchenchor in Karlsruhe, in dem ca. 200 Kinder und Jugendliche (Stand 2025) individuell vokal ausgebildet werden. Der Chor ist Mitglied im Kirchenchorverband Baden, im Chorverband Karlsruhe und bei Pueri Cantores Freiburg.

## Geschichte
Die gemeinsame Singschule der Evangelischen Stadtkirche Karlsruhe und der Christuskirche wurde 2006 von Hans-Jörg Kalmbach mit dem musikalischen Schwerpunkt der geistlichen Chormusik gegründet. Unterrichtet wird in verschiedenen Chören – je nach Stimmentwicklung, Alter oder musikalischer Erfahrung im Vorchor, Aufbauchor, Nachwuchschor oder Konzertchor. Ergänzend zu den wöchentlichen Chorproben findet eine individuelle Förderung in Form von Stimmbildung in Einzel- oder Zweierunterricht statt. Bei Konzerten und Gottesdiensten singen die Chöre je nach Programm getrennt oder gemeinsam.
Die künstlerische Leitung der Mädchenchöre liegt bei Kantor Peter Gortner, die der Knabenchöre bei Johannes Antoni und Kirchenmusikdirektor Christian-Markus Raiser. Ehrenvorsitzender des Vereins ist der Bassbariton Hanno Müller-Brachmann, Vorsitzender ist seit 2025 Claus Temps, Geschäftsführerin ist seit 2018 Violetta Schneider.
Auftritte finden im Rahmen von Konzerten, musikalischen Gottesdiensten und Opernaufführungen statt. Dabei tritt Cantus Juvenum Karlsruhe als Kinderchor oder mit Kindersolisten unter anderem im Theater Freiburg und im Festspielhaus Baden-Baden auf. Die erste Produktionen unter Beteiligung von Cantus Juvenum Karlsruhe fand am 7. Oktober 2009 bei einer Neuinszenierung der Oper Die Zauberflöte am Theater Heidelberg statt (Regie: Tobias Kratzer, Musikalische Leitung: Joana Mallwitz und Ivo Hentschel); seit der Spielzeit 2008/2009 tritt Cantus Juvenum Karlsruhe regelmäßig vor allem im Badischen Staatstheater Karlsruhe auf, seit 2019 dort auch als Kooperationspartner.
In Produktionen mit Orchestern wie den Berliner Philharmonikern, dem Radio-Sinfonieorchester Stuttgart des SWR, den Münchner Philharmonikern sowie der Badischen Staatskapelle Karlsruhe konzertieren die Chöre national und international, auch im Rahmen von Tourneen.
Seit 2015 erhält der Singschule eine jährliche Förderung durch das Land Baden-Württemberg im Rahmen der Förderung herausragender Knaben- und Mädchenchöre in Baden-Württemberg. Im Oktober 2020 wurde bekannt, dass der Chor infolge der Corona-Pandemie in seiner Existenz wirtschaftlich gefährdet ist.
Seit November 2020 beteiligt sich der Chor an der grenzübergreifenden Kooperation KulturGutKnabenchor. Im März 2022 war Cantus Juvenum Karlsruhe „Chor der Woche“ bei Deutschlandfunk Kultur.
Im Februar 2025 bezog die Singschule das Haus der Chormusik in Karlsruhe.

## Auftritte und Repertoire (Auswahl)

### Konzerte
Der Chor trat unter anderem 2015 gemeinsam mit dem SWR Vocalensemble Stuttgart und dem Radio-Sinfonieorchester Stuttgart unter der Leitung von Stéphane Denève in der Liederhalle Stuttgart auf. Das Konzert 2016 im Kloster Schwarzach (mit Kantaten von Gottfried August Homilius, Jan Dismas Zelenka und Johann Sebastian Bach) wurde vom Südwestrundfunk mitgeschnitten. 2017 wirkte der Chor bei der Nacht der Chöre beim Badischen Chorfest in Heidelberg mit.
2018 konzertierte der Chor mit der Badischen Staatskapelle Karlsruhe und führte im Badischen Staatstheater von George Crumb Star Child. Eine Parabel für Sopran, antiphonale Kinderstimmen, Männer-Sprechchor, Glockenspieler sowie großes Orchester auf.
In der Karlsruher Christuskirche sang Cantus Juvenum Karlsruhe 2018 bei der deutschen Erstaufführung des OratoriumsThere was a Child von Jonathan Dove. Mit diesem Werk debütierte der Chor im Mai 2019 auf Einladung von Simon Halsey in der Berliner Philharmonie an der Seite der Berliner Philharmoniker. Bei der Konzertreihe „Cantate Domino“ der Dommusik Speyer trat der Chor 2019 mit einem Adventskonzert im Dom zu Speyer auf.
2020 konzertierten die Jugendlichen mit dem Landesjugendbarockorchester Baden-Württemberg in Tübingen, Karlsruhe und Freiburg mit Bachs Weihnachtsoratorium. Zudem wirkte der Chor in der Karlsruher Christuskirche bei einer Aufführung von Leonard Bernsteins Chichester Psalms, Beethovens Elegischem Gesang op. 118 und dem Schicksalslied von Brahms mit. 2021 wirkte Cantus Juvenum in St. Georgen bei der Aufführung der Kammermusikfassung von Leoš Janáčeks Oper Das schlaue Füchslein mit (Arrangement und Leitung: Fabrice Bollon), die vom Südwestrundfunk aufgezeichnet wurde und als DVD erscheint. Bei den Herbstfestspielen 2021 im Festspielhaus Baden-Baden erfolgte unter der Leitung von Teodor Currentzis eine Zusammenarbeit mit Chor und Orchester musicAeterna bei Aufführungen von Faurés Requiem.
Zu den ersten Osterfestspielen Baden-Baden nach der Coronapause arbeitete der Chor im April 2022 mit den Berliner Philharmonikern und Kirill Petrenko in einer szenischen Inszenierung (Regie: Moshe Leiser und Patrice Caurier) von Tschaikowskis Oper Pique Dame im Festspielhaus sowie bei konzertanten Aufführungen in der Berliner Philharmonie mit Live-Übertragungen in der Digital Concert Hall und auf rbb Kultur. Im selben Jahr sang der Chor bei der 1. Speyrer Chornacht im Speyrer Dom und im Historischen Museum und wirkte beim Chorfest Baden mit. Für die Schlosslichtspiele Karlsruhe 2022 erstellte Cantus Juvenum gemeinsam mit Detlef Heusinger und dem Experimentalstudio des SWR die Video-Opera für fixed media „ODE. Im Lauf der Zeit“. 2022 trat Cantus Juvenum bei den Schlosslichtspielen auch als Live-Act vor dem Karlsruher Schloss mit Detlef Heusingers „Zeitreise Z“ und „Zeitreise Z1“ in einer Veranstaltung auf, die Im Rahmen der 11. Vollversammlung des Ökumenischer Rat der Kirchen in Karlsruhe stattfand, außerdem bei den Weilburger Schlosskonzerten. Im selben Jahr beteiligte sich der Chor im Kulturprogramm des Weltkirchenrats außerdem mit einem eigenen Konzert. Im August 2023 gastierten die Konzertchöre von Cantus Juvenum Karlsruhe mit einem Evensong in Westminster Abbey.

### Musiktheater (Auswahl)
Festspielhaus Baden-Baden
- Arrigo Boito: Mefistofele (Pfingstfestspiele 2016, Münchner Philharmoniker, Stefan Soltesz)[34]
- Giacomo Puccini: Tosca (Osterfestspiele 2017, Berliner Philharmoniker, Simon Rattle)[35]
- Giacomo Puccini: La Bohème, (Herbstfestspiele 2017, musicAeterna, Teodor Currentzis)
- Richard Strauss: Der Rosenkavalier (Osterfestspiele 2015, Berliner Philharmoniker, Simon Rattle)[36]
- Richard Strauss: Die Frau ohne Schatten (Osterfestspiele 2023, Berliner Philharmoniker, Kirill Petrenko)[37]
- Peter Tschaikowsky: Pique Dame, (Osterfestspiele 2022, Berliner Philharmoniker, Kirill Petrenko)[38]

Theater Pforzheim
- Engelbert Humperdinck: Hänsel und Gretel[39]

Badisches Staatstheater Karlsruhe
- Alban Berg: Wozzeck[40]
- Georges Bizet: Carmen[41]
- Georges Bizet: Carmen[42]
- George Crumb: Star Child[18]
- Artur Honegger: Johanna auf dem Scheiterhaufen
- Engelbert Humperdinck Hänsel und Gretel[43]
- Leos Janáček: Das schlaue Füchslein[44]
- Phelim McDermott und Julian Crouch: Shockheaded Peter[45]
- Modest Mussorgsky: Boris Godunow[46]
- Carl Orff: Carmina Burana[47]
- Giacomo Puccini: Tosca[48]
- Giacomo Puccini: La Bohème[49][50]
- Giacomo Puccini Turandot[51]
- Maurice Ravel Das Kind und die Zauberdinge[52]
- Frank Schwemmer: Robin Hood[53]
- Richard Strauss: Der Rosenkavalier[54]
- Ludger Vollmer: Border (Uraufführung 2012)[55]
- Carl Maria von Weber: Der Freischütz[56]Theater Pforzheim
  - Engelbert Humperdinck: Hänsel und Gretel[39]

## Mitwirkung an Ur- und Erstaufführungen (Auswahl)
- Ludger Vollmer: Border. Fassung mit reduziertem Orchester. Jugendoper nach einem Fluchtplan von Euripides. UA am Badischen Staatstheater Karlsruhe, 2013
- Jonathan Dove: There Was a Child. Für Solisten, Erwachsenenchor, Kinderchor und Orchester. Deutsche Erstaufführung, Christuskirche Karlsruhe, 2018[4]
- Gunther Martin Göttsche: Der 90. Psalm. Für vierstimmigen Frauenchor, Orgel und Schlagzeug. Uraufführung 2018[57]
- Jan Wilke: English Christmas Carols. Uraufführung der Orchesterfassung, Badische Staatskapelle Karlsruhe, Badisches Staatstheater Karlsruhe 22./23.12.2022[58]
- Arthur Sullivan: The Light of the World. Deutsche Erstaufführung, Christuskirche Karlsruhe 30.04.2023[59]
- Detlev Heusinger / Georg Friedrich Händel: The Foundlinghouse. Uraufführung im Rahmen der 46. Internationale Händelfestspiele Karlsruhe 28.02.2024.[60]

## Preise (Auswahl)
- Goldener Papageno Großer Preis der Jury 2012 beim Internationalen Jugendtheaterpreis Papageno Award[61]
- Zahlreiche Einzelpreise für die Chormitglieder beim Bundeswettbewerb Jugend musiziert auf Landes- und Bundesebene[4]
- 1. Preis beim Landeschorwettbewerb 2022 Baden-Württemberg für den Konzertchor Mädchen von Cantus Juvenum Karlsruhe in der Kategorie „Jugendchor gleiche Stimmen“[62]
- 1. Preis Händel Jugendwettbewerb 2023 der Händelgesellschaft Karlsruhe bei den Internationalen Händelfestspielen Karlsruhe[63]
- 3. Preis beim 11. Deutschen Chorwettbewerb 2023 in Hannover; Kategorie „Mädchenchöre“[64]
- 1. Platz der Kategorie "Jugendchöre national" mit dem Prädikat: Mit hervorragendem Erfolg teilgenommen und den ersten Preis | Harmonie Festival Zertifikat Gold beim Harmonie-Festival 2024 Lindenholzhausen[65]
- Sonderpreis für die herausragende Interpretation romantischer Chormusik (H. Wolf, R. Vaughan Williams) beim Harmonie-Festival 2024 Lindenholzhausen[66]
- Preis des Hessischen Ministerpräsidenten für den Chor mit der höchsten Punktzahl im nationalen Wettbewerb (24,0 Punkte) beim Harmonie-Festival 2024 Lindenholzhausen[67]

## TV- und Rundfunkaufzeichnungen
- Wiegenlied der Woche 49 – „Wann die Kinder schlafen ein“. Mit Hans-Jörg Kalmbach, Cantus Juvenum Karlsruhe (SWR2; 2010)
- Auf, auf, ihr Herzen seid bereit. Konzert mit Werken von Gottfried August Homilius, Jan Dismas Zelenka und Johann Sebastian Bach. Mit u. a. L'arpa festante, Cantus Juvenum Karlsruhe, Michael Meier. (SWR Mitschnitt Dezember 2016, Münster Schwarzach)
- Arrigo Boito: Mefistofele. Oper in einem Prolog, 4 Akten und einem Epilog. Mitschnitt Pfingstfestspiele Baden-Baden 2016. Mit u. a. Erwin Schrott, Charles Castronovo, Philharmonia Chor Wien, Cantus Juvenum Karlsruhe, Münchner Philharmoniker, Stefan Soltesz (SWR/ARTE Aufzeichnung Mai 2016, Festspielhaus Baden-Baden)
- Giacomo Puccini: Tosca. Musikdrama in 3 Akten. Mitschnitt Osterfestspiele Baden-Baden 2017. Mit u. a. Kristine Opolais, Mario Álvarez, Philharmonia Chor Wien, Cantus Juvenum Karlsruhe, Berliner Philharmoniker, Sir Simon Rattle (SWR/ARTE Aufzeichnung April 2017 im Festspielhaus Baden-Baden)
- Leoš Janáček: Das schlaue Füchslein (Arrangement für Kammerorchester von Fabrice Bollon). Mit u. a. The Lily's Project, Cantus Juvenum Karlsruhe, Fabrice Bollon (SWR Produktion September 2021, Stadthalle St. Georgen)
- Peter Tschaikowsky: Pique Dame. Mit u. a. Arsen Soghomonyan, Elena Stikhina, Doris Soffel, Slowakischer Philharmonischer Chor, Cantus Juvenum Karlsruhe, Berliner Philharmoniker, Kirill Petrenko (SWR/ARTE Aufzeichnung April 2022, Festspielhaus Baden-Baden)[68]
- Evangelischer Gottesdienst mit feierlichem Wechsel im Bischofsamt aus der Stadtkirche Karlsruhe; u. a. mit Cantus Juvenum Karlsruhe (SWR Fernsehen, Mitschnitt vom 10. April 2022)[69]
- Chorfest Baden 2022: Nacht der Chöre. Mit Cantus Juvenum Karlsruhe u. a. (SWR2 Mitschnitt vom 2. Juli 2022, Christuskirche Karlsruhe)[70]
- Detlef Heusinger: Video-Opera für fixed media ODE. Im Lauf der Zeit (2022); Compositing/Animation: Tim Abramczik, Cantus Juvenum Karlsruhe, Experimentalstudio des SWR[71]
- Modest Mussorgsky: Der Jahrmarkt von Sorotschinzky, Fassung von Fabrice Bollon für 11 Instrumente (SWR/Naxos; Aufnahmen September 2022 im Hans Rosbaud Studio des SWR Baden-Baden)[72]
- Richard Strauss: Die Frau ohne Schatten. Mitwirkende: Berliner Philharmoniker, Kirill Petrenko, Elza van den Heever, Michaela Schuster, Wolfgang Koch, Miina-Liisa Värelä, Chor des Nationalen Musikforums Breslau, Cantus Juvenum Karlsruhe u. a. (Euroarts/3Sat, Aufzeichnung April 2023, Osterfestspiele Baden-Baden)[73]

### DVD
- Giacomo Puccini: Tosca. Mitwirkende: Berliner Philharmoniker, Philharmonia Chor Wien, Cantus Juvenum Karlsruhe, Sir Simon Rattle u. a. Euroarts (2017)

## Diskografie
- Engel, Hirten, Könige… Weihnachtliche Orgel- und Chormusik aus der Christuskirche Karlsruhe. Mitwirkende: Cantus Juvenum Karlsruhe, Hans-Jörg Kalmbach, Oratorienchor Karlsruhe an der Christuskirche, Kammerchor der Christuskirche Karlsruhe, Carsten Wiebusch (Orgel), Audite (2011)
- Weihnachten mit Jay Alexander. Mitwirkende: Jay Alexander, Royal Philharmonic Orchestra, Cantus Juvenum Karlsruhe, JAPmusic (2012)
- Maurice Ravel: L'Enfant et les sortilèges. Fantaisie lyrique in 2 Teilen für Soli, Chor und Orchester [Gesamtaufnahme]. Mitwirkende: Radio-Sinfonieorchester Stuttgart des SWR, SWR Vokalensemble Stuttgart, Cantus Juvenum Karlsruhe, Stéphane Denève u. a., SWRmusic SWR1 (2015)
- Mirabile Mysterium. Weihnachtliche Chormusik mit der Singschule Cantus Juvenum Karlsruhe, Leitung: Peter Gortner und Tristan Meister, Helbling (2021)
- Chant des Jeunes. Französische Musik für Mädchenchor und Orgel von Fauré, Debussy, Poulenc u. a., Leitung: Peter Gortner, Carsten Wiebusch (Orgel), Christophorus (2022)
- Leoš Janáček: Das schlaue Füchslein (Arrangement für Kammerorchester von Fabrice Bollon). Mit u. a. The Lily's Project, Cantus Juvenum Karlsruhe, Leitung: Fabrice Bollon, Naxos (2023)
- Modest Mussorgsky: Der Jahrmarkt von Sorotschinsy. Cantus Juvenum Karlsruhe, Opernchor des Theater Freiburg, The Lily’s Project u. a., Leitung: Fabrice Bollon, Naxos (2024); Longlist Preis der Deutschen Schallplattenkritik 1/2025[74]